# فرد وايت (لاعب كرة قدم)
فرد وايت (بالإنجليزية: Fred White)‏ (1 يناير 1880 بدونستابل في المملكة المتحدة - ) هو لاعب كرة قدم بريطاني (وحمل سابقاً جنسية المملكة المتحدة لبريطانيا العظمى وأيرلندا) في مركز الدفاع. لعب مع نادي لوتون تاون.